# José Garnier

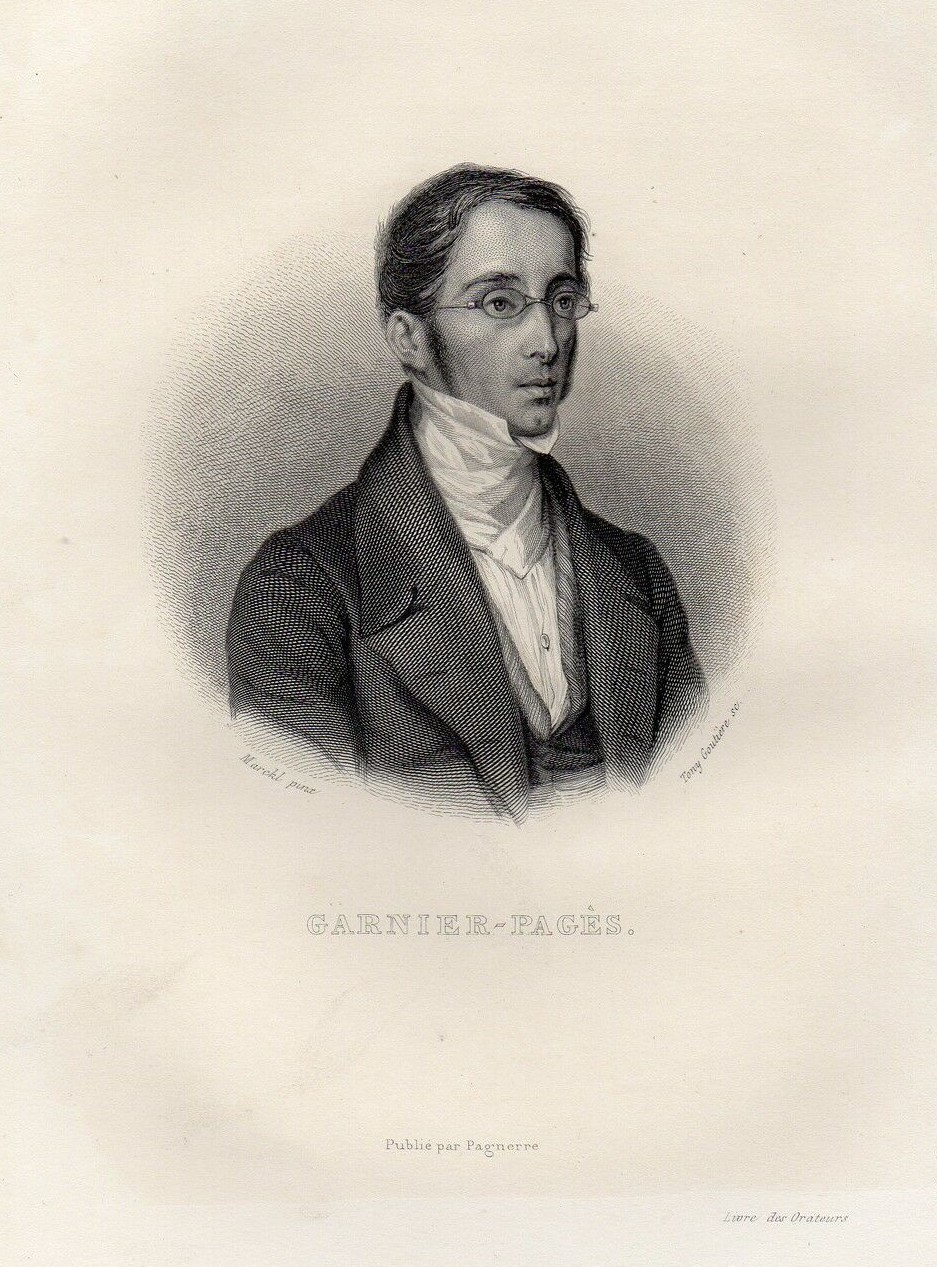
Étienne Joseph Louis Garnier-Pagès.

Étienne Joseph Louis Garnier-Pagès (Marsella, 27 de diciembre de 1801 - París, 23 de junio de 1841) fue un político y economista francés.
Hijo póstumo de Jean Francois Garnier, un cirujano naval que falleció cuando su hijo contaba sólo veinte días. Su mujer se casó otra vez con el maestro Simon Pagès, del cual Etienne tuvo a un medio hermano o hermanastro, Louis-Antoine Garnier-Pagès (1803-1878). Étienne trabajó primero en una casa comercial de Marsella y en una empresa de seguros en París. En 1825 empezó a estudiar leyes y pronto empezó a ejercer como abogado. Opuesto a la restauración borbónica, militó en varias sociedades democráticas, en especial en Aide-toi, le ciel t'aidera, una organización para impedir fraudes electorales. Participó en la revolución de julio de 1830 y llegó a ser secretario de Aide-toi, le ciel t'aidera, a la que dotó de una línea de propaganda antimonárquica; en 1831 fue elegido por Isère para la cámara de diputados. Abogó por el sufragio universal y escribió unos Elementos de economía política muy influidos por el pensamiento de Adam Smith. Fue un orador elocuente y una voz conocida en los ámbitos de los negocios y las finanzas, con marcada influencia en todas partes de la cámara. Su hermanastro Louis-Antoine Garnier-Pagès (1803 - 1878) participó en las barricadas durante la revolución de Julio.
- Datos: Q289785
- Multimedia: Étienne Garnier-Pagès / Q289785
- Textos: Autor:José Garnier